# Орандж, Джейсон
Дже́йсон То́мас О́рандж (англ. Jason Thomas Orange; род. 10 июля 1970 года, Крампсолл, Манчестер, Великобритания) — английский певец, композитор, танцор, музыкант и актёр, участник группы Take That с 1990 по 1996 год, а также после её воссоединения в 2005 году. Покинул группу в 2014-м.

## Биография и творчество

### Ранние годы
Джейсон Орандж родился в Крампсолле, пригороде Манчестера. С 2002 по 2004 год посещал Траффордский колледж, где изучал английский язык, психологию, биологию и историю, однако получать высшее образование не стал. В возрасте 16 лет он вместе со своим двоюродным братом, басистом Maypine Томасом Робертсом, создал группу, которая гастролировала около 6 месяцев, а затем распалась.

### Начало карьеры
В середине 1980-х Орандж был участником брейк-данс-команды из Манчестера Street Machine; в 1985 году группа выиграла Манчестерский раунд чемпионата Великобритании по брейк-дансу. В конце 1980-х гг. Джейсон появился в шоу The Hit Man and Her, где выступал в качестве танцора, в том числе в дуэте под названием Look Twice.

### Take That
В ноябре 1990 года Джейсон Орандж присоединился к группе Take That и оставался в ней до её распада в феврале 1996-го. Затем он продолжил карьеру в качестве актёра, появившись в телевизионном триллере Killer Net в 1998 году и в спектакле Gob («Плевок»), поставленном в 1999-м на сцене Главного Королевского театра (King’s Head Theatre) в Лондоне. Он, наряду с Томом Хейсом, стал ведущим актёром в постановке Джеймса Мартина Чарлтона по пьесе Джима Кенворта.
В 2005 году четверо участников Take That воссоединились и выпустили новый альбом лучших хитов. В 2006-м вышел их первый с 1995 года студийный альбом Beautiful World. В работе над альбомом Орандж принял участие как автор песен и вокалист. В 2006 году группа выпустила ещё один студийный альбом The Circus. В 2010-м вышел альбом Progress, состоящий из пяти частей. А 24 сентября 2014 года было объявлено, что Орандж покинул группу, заявив, что больше не желает продолжать записывать музыку и гастролировать.

### Другие работы
Орандж снялся в эпизодической роли в комедийном сериале телеканала Channel 4 «Бесстыдники» (Shameless), который впервые вышел в эфир в апреле 2013 года. Также он появился в криминальной драме Линды Ла Планте 1998 года Killer Net, успех которой во многом обязан Джейсону Оранджу.